# Prammatica Sanzione (1713)

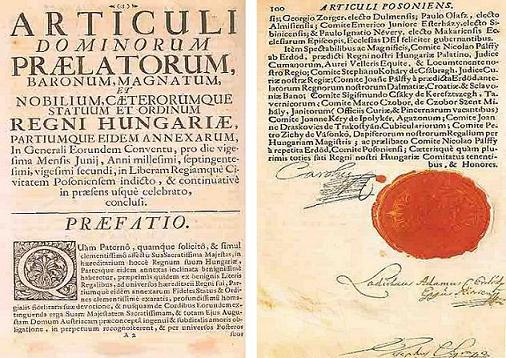
Documento originale di Carlo VI del 1713.

La Prammatica Sanzione del 1713 è un pubblico documento del 19 aprile 1713 con il quale l'imperatore Carlo VI adottava la legge di successione dinastica stabilendo l'immutabilità e l'indivisibilità della successione nella Monarchia asburgica e prevedeva a tale scopo un solo ordine di successione.

## Contesto
Nel 1711 l'imperatore Giuseppe I morì senza aver avuto eredi maschi e gli succedette sul trono di Austria il fratello Carlo VI. Anche quest'ultimo ebbe solo figlie femmine e si pose la questione se la successione dovesse toccare ad una delle proprie figlie o ad una di quelle del suo fratello maggiore e predecessore Giuseppe. Un regolamento stabilito nel 1703 dal padre dei due imperatori, l'imperatore Leopoldo I, aveva previsto il caso nella sua Disposizione Leopoldina: la successione del patrimonio asburgico sarebbe toccata al proprio figlio primogenito Giuseppe. In caso di decesso di Giuseppe, la corona sarebbe spettata al fratello di quest'ultimo, Carlo, come in effetti accadrà.

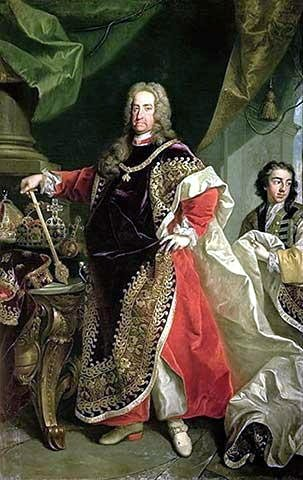
Carlo VI imperatore

Tuttavia Leopoldo, da uomo prudente, aveva previsto ogni eventualità, come ad esempio che Carlo non avesse avuto figli maschi. In questo caso l'eredità asburgica sarebbe toccata alle figlie di Giuseppe in ordine di nascita: prima Maria Giuseppa d'Austria e successivamente, in caso di impossibilità o decesso di quest'ultima, alla sorella minore Maria Amalia d'Asburgo. Carlo VI tuttavia non gradiva questa regola e fece redigere, pubblicandola nel 1713 con valore di decreto imperiale, la Prammatica Sanzione, la quale correggeva la Disposizione Leopoldina e stabiliva che, in caso di mancanza di eredi al trono maschi, la successione sarebbe spettata, in ordine di nascita, alle figlie dell'ultimo imperatore regnante. In effetti toccò proprio a lui questo caso, dacché alla sua morte rimasero solo le sue figlie femmine, la prima delle quali, Maria Teresa d'Austria, divenne in forza della Prammatica Sanzione del 1713 arciduchessa regnante d'Austria e regina d'Ungheria.

## Valore giuridico
La Prammatica Sanzione del 1713 rappresenta un distacco della legge di successione austriaca dalla legge salica, imponendo la successione al trono per primogenitura e, sussidiariamente, anche per via femminile. Quindi il primo successore è il figlio maggiore, dopo il quale la linea da lui discendente (a cominciare con il suo figlio maggiore, e così via), quindi seguono tutti gli altri rami in linea maschile dopo il medesimo principe ed infine, dopo l'estinzione del casato in linea maschile, anche la discendenza in linea femminile, iniziando dalla figlia più anziana dell'ultimo sedente in trono e la cui discendenza abbia un diritto fondato al trono.
Quest'ultimo caso si verificò subito, cioè appena deceduto Carlo VI nel 1740, quando la figlia primogenita Maria Teresa d'Austria, richiamandosi alla Prammatica Sanzione, rivendicò il suo diritto di successione quale sovrana della monarchia asburgica. La tesi spesso sostenuta che Carlo VI avrebbe emesso la Prammatica Sanzione proprio per favorire la sua primogenita non può tuttavia essere considerata corretta, poiché Maria Teresa nacque nel 1717, cioè quattro anni dopo la promulgazione del decreto (Carlo VI ebbe in effetti un erede maschio in Leopoldo Giovanni (†1716), il quale tuttavia morì sette mesi dopo la nascita).

## Pactum Mutuae Successionis
La Prammatica Sanzione tornava direttamente sul "patto successorio del casato degli Asburgo" del 12 settembre 1703, redatto in piena guerra di successione spagnola, e chiamato Pactum Mutuae Successionis. Questo aveva il medesimo oggetto dell'attuale (allora) Prammatica Sanzione, ma tuttavia prevedeva supplementarmente un reciproco diritto successorio fra gli allora principi imperiali Giuseppe I e Carlo VI e, contrariamente al solenne annuncio pubblico della Prammatica Sanzione, era stato mantenuto segreto.
Il significato della Prammatica Sanzione poggiava anche, e non poco, sull'intendimento di rendere pubblico un sentimento già condiviso da anni all'interno della casa imperiale.

## Stato giuridico della Prammatica Sanzione
La Prammatica Sanzione, al contrario del pactum mutuae successionis, non fu solo una legge di successione dinastica, ma fu inserita formalmente nel corpo giuridico di ogni stato appartenente alla sovranità ereditaria della Monarchia asburgica. L'ultimo di questi stati ad approvare la Sanzione fu il Parlamento del Regno d'Ungheria, che la inserì negli articoli della propria legge nel 1723, sia pure con alcune deroghe di scarsa importanza.
Tenuto conto delle possibili pretese delle figlie del fratello Giuseppe e dei loro mariti, i principi elettori Carlo Alberto di Baviera, sposo di Maria Amalia d'Asburgo, e Augusto III di Polonia, sposo di Maria Giuseppa d'Austria, Carlo VI si preoccupò dell'approvazione delle nuove regole successorie da parte delle altre potenze europee. Negli anni dal 1725 al 1730 ottenne, con l'aiuto del suo consigliere, il barone Johann Christof Bartenstein, il riconoscimento di gran parte di esse, particolarmente quelle del Brandeburgo/Prussia e della Gran Bretagna.
Tuttavia l'accettazione da parte delle potenze straniere non fu indolore per Carlo VI:
- l'Austria dovette assumere impegni con Augusto di Sassonia, re di Polonia, e con la Russia, dai quali emersero due guerre: la guerra di successione polacca (1733 - 1738), contro Francia e Spagna, che costò agli Asburgo Napoli e la Sicilia scambiati con il ducato di Parma e Piacenza, e una guerra contro i turchi (1735-1739) a fianco della Russia, che costò all'Austria la Valacchia e la Serbia.[3]
- la Francia accettò in cambio della cessione del ducato di Lorena secondo i termini del trattato di Vienna del 1738.
- la Spagna accettò nei termini di cui sopra riguardo alla guerra di successione polacca.
- la Gran Bretagna ottenne in cambio del riconoscimento la cessazione delle attività della Compagnia di Ostenda la cui attività era fortemente concorrenziale nei confronti dell'inglese Compagnia delle Indie Orientali.

Questo tuttavia fu un successo limitato, poiché dopo la sua morte, avvenuta il 20 ottobre 1740, si profilò sul teatro politico europeo tutt'altra situazione.
I mariti delle nipoti, principi elettori Carlo Alberto di Baviera e Federico Augusto di Sassonia, negarono la validità della Prammatica Sanzione ed il diritto successorio di Maria Teresa, avanzando ciascuno, in nome delle loro consorti, figlie di Giuseppe I, pretese al trono asburgico.
Federico II di Brandeburgo-Prussia, il cui padre Federico Guglielmo I nel 1728 aveva riconosciuto la Prammatica Sanzione, e di conseguenza sia le relative norme successorie che l'indivisibilità dei territori asburgici, richiamandosi ad una rivendicazione della Marca di Brandeburgo sui territori della Slesia risalente al 1537, ma la cui legittimità era stata smentita dall'allora re boemo Ferdinando I e soppressa nel 1546 ed alla quale il padre stesso Federico Guglielmo nel 1686 aveva formalmente rinunciato, contestò la Prammatica Sanzione ed avanzò nuovamente la pretesa dello scorporo della Slesia dai territori dell'impero asburgico e la relativa annessione alla Prussia.
La conseguenza di tutto ciò fu lo scoppio della guerra di successione austriaca (1740 - 1748) nell'ambito della quale ebbe luogo la prima guerra di Slesia (1740 - 1742). Con la pace di Aquisgrana (18 ottobre 1748) la Prammatica Sanzione fu riconosciuta universalmente e rimase in vigore fino al crollo della monarchia austriaca del 1918.

## Significato storico-giuridico
Nella storiografia austriaca (particolarmente prima del 1918) la Prammatica Sanzione ed il suo riconoscimento da parte dei territori soggetti agli Asburgo valse come un atto fondante della monarchia asburgica, mentre i paesi soggetti avevano manifestato la loro volontà di costruire uno stato unitario. Effettivamente, fino alla Prammatica Sanzione non esisteva alcun atto costitutivo che stabilisse l'appartenenza ad uno stato unitario dei territori soggetti alla corona austriaca.
Anche il Compromesso austro-ungarico del 1867 si richiama con la sua espressione alla Prammatica Sanzione quale fondamento dell'unione fra i "Paesi della Corona ungherese (Transleithania) ed "i rimanenti regni e territori di Sua Maestà (Cisleithania)".
A questo riguardo la Prammatica Sanzione ebbe fino al 1918 il più alto significato costituzionale e simbolico per l'esistenza della monarchia danubiana e per la sua dinastia governante.

## I protagonisti

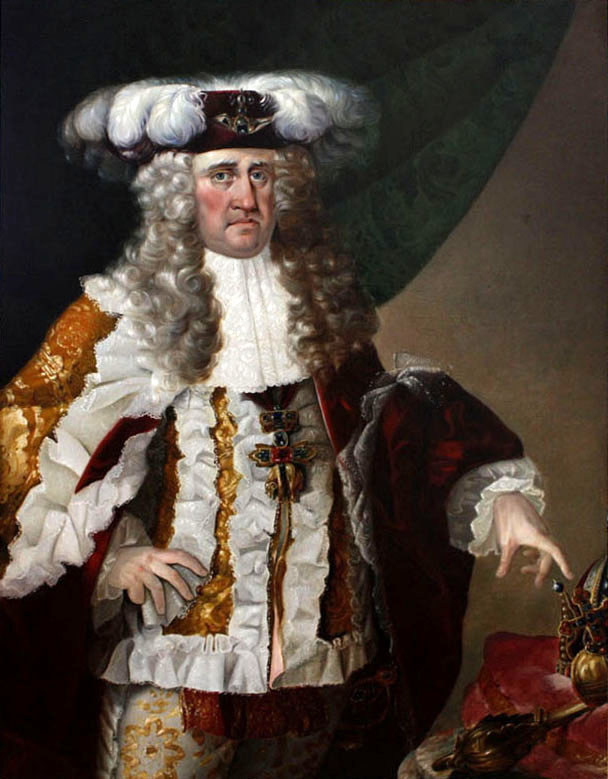
Ritratto dell'imperatore Carlo VI
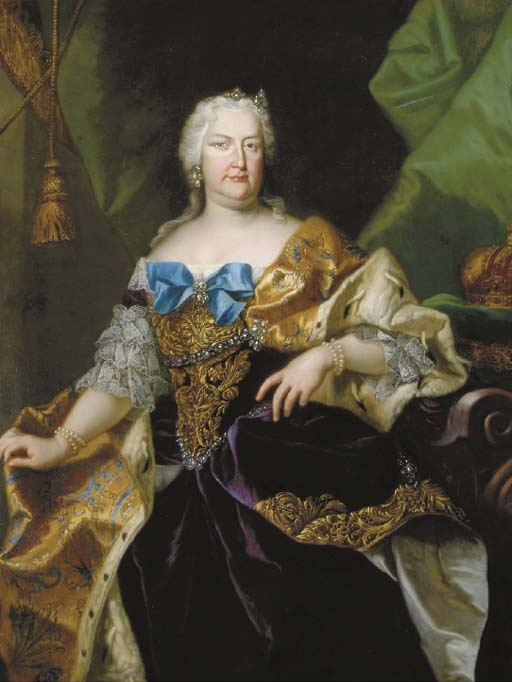
Elisabetta Cristina di Brunswick-Wolfenbüttel, imperatrice consorte di Carlo VI
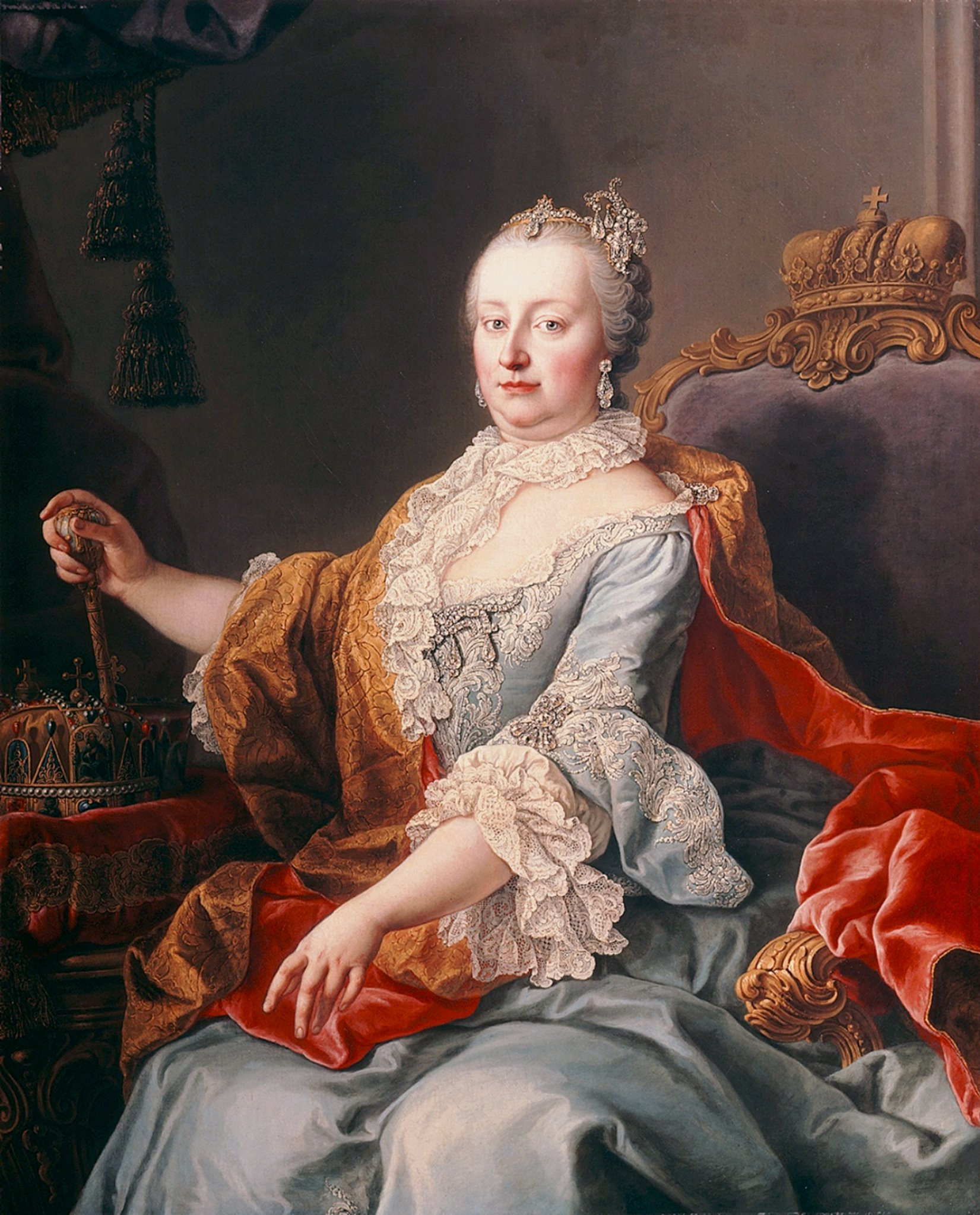
Maria Teresa d'Austria, figlia di Carlo VI
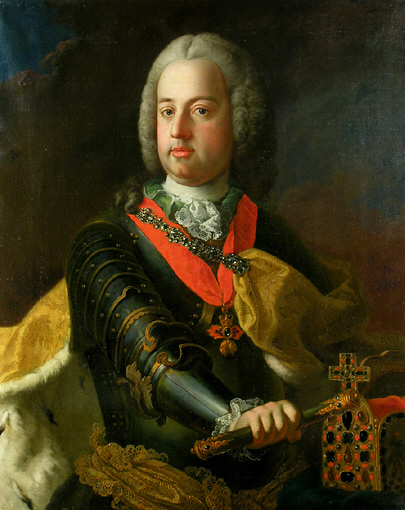
Francesco Stefano di Lorena, marito di Maria Teresa d'Austria, prima duca di Lorena, poi granduca di Toscana e infine Imperatore
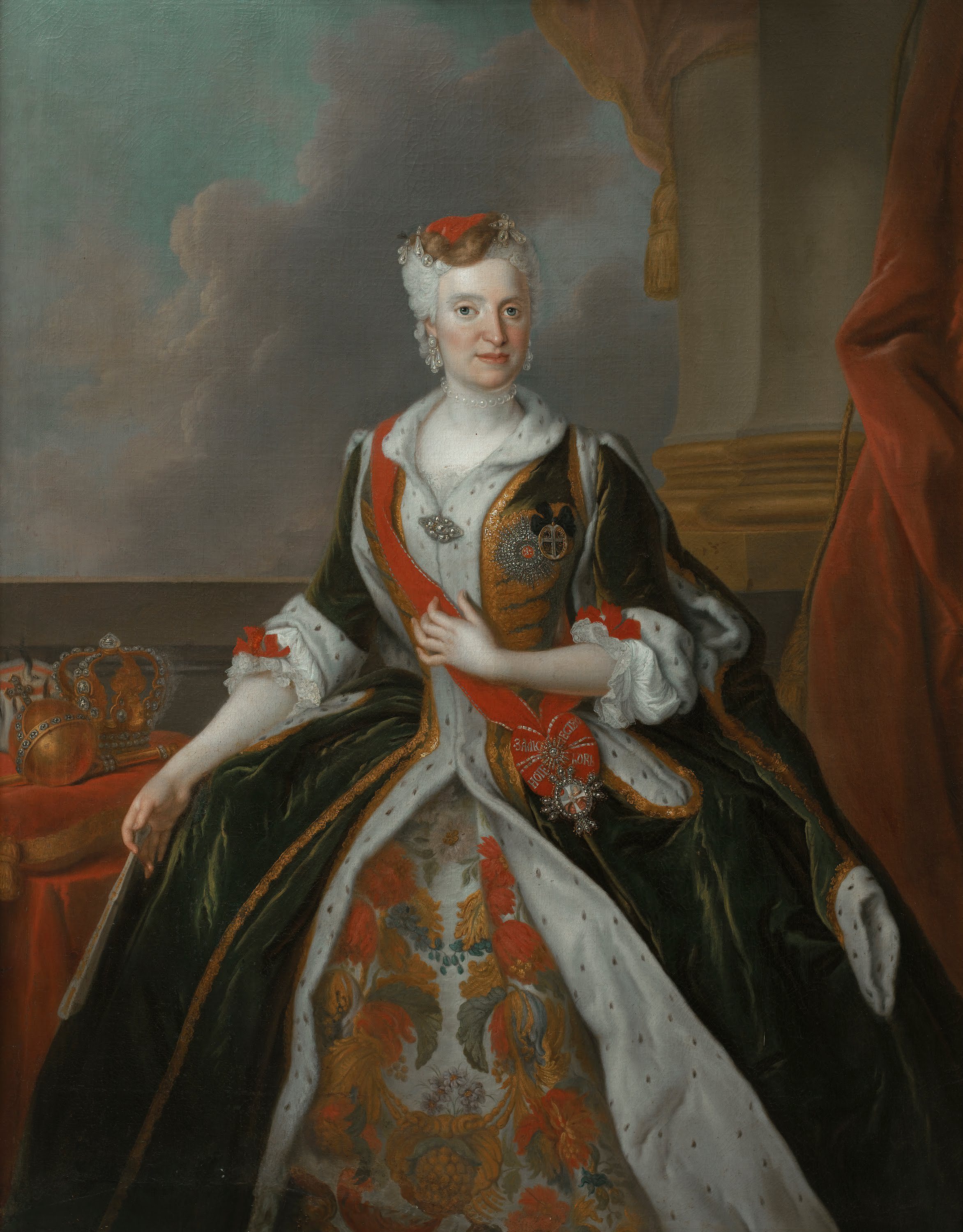
Maria Giuseppa d'Austria figlia primogenita dell'imperatore Giuseppe I
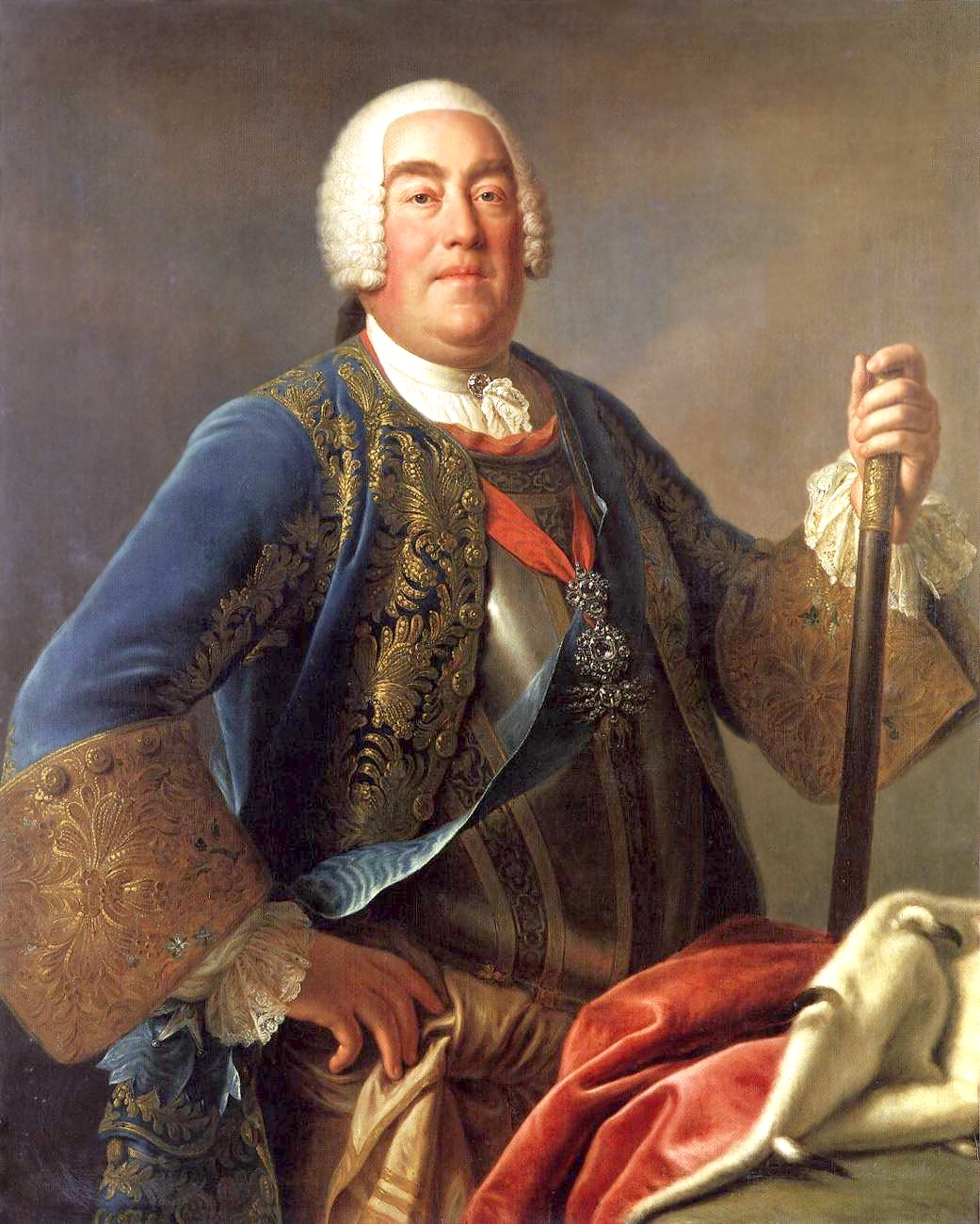
Augusto III di Polonia, marito di Maria Giuseppa d'Austria
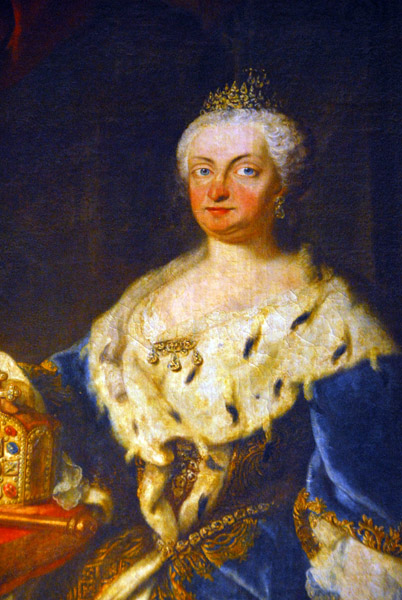
Maria Amalia d'Asburgo, figlia terzogenita (seconda femmina) dell'imperatore Giuseppe I
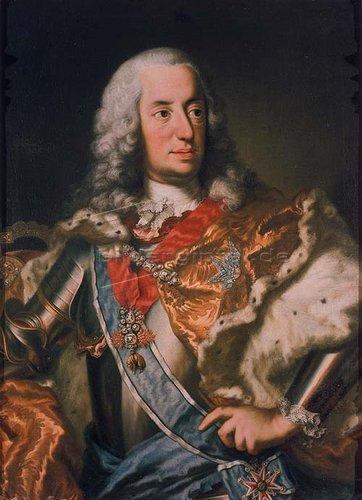
Carlo Alberto di Baviera, marito di Maria Amalia d'Asburgo